# Оплески
Оплески — символ похвали, яке виражається публікою плесканнями долонь при різного роду видовищах і виступах, що відбуваються на сценічних майданчиках, а також під час спортивних змагань, церемоній нагороджень, виголошення промов тощо.

Бурхливі оплески, що можуть супроводжуватися криками «браво», «бравіссімо», називаються овацією.